# Поколение снежинок
Поколе́ние снежи́нок (от англ. Generation Snowflake) — оскорбительный термин для обозначения поколения, годы взросления которого пришлись на начало XXI века. Название подчёркивает уязвимость этих молодых людей и их уверенность в своей исключительности. Газета «Файненшл Таймс» в 2016 году объявила использование слова «снежинка» в этом смысле «словом года», словарь Коллинз включил выражение в десятку слов 2016 года. Термин «снежинки» зачастую используется в адрес людей, находящихся на другом краю политического спектра, в основном правыми в отношении левых.
Американский публицист Майкл Снайдер, рассказывая о «поколении снежинок» своим читателям, заявляет:
|  | К сожалению, мы вырастили поколение неженок, вечных мальчиков и девочек, которые никогда не станут настоящими мужчинами и женщинами. |

По мнению правых критиков, поколение знаменито своей политкорректностью и неумением терпеть существование противоположных взглядов на жизнь. Когда в университетах, где столетиями столкновение разных точек зрения считалось нормой, студенты-«снежинки» стали бороться против приглашения лекторов со спорными взглядами, публицист Брет Эллис обратился к поколению так:
|  | О, снежинки, когда превратились вы в бабушек и матрон, сжимая в ужасе свои жемчуга при одном виде человека с собственным мнением… вы, мягкотелые и самовлюблённые дети? |

В статье Los Angeles Times Джессика Рой писала, что альтернативные правые в США уничижительно называют «снежинками» большинство либералов и всех тех, кто протестует против Дональда Трампа.

## Происхождение
Выражение подразумевает, что «снежинки» гиперчувствительны и не могут перенести столкновение с внешним раздражителем — чужим мнением.
Другой смысл выражения подразумевает зацикленность на собственной исключительности. Слово «снежинка» в этом смысле было употреблено в 1996 году в романе «Бойцовский клуб» Чака Паланика и затем повторено в популярном одноимённом фильме в 1999 году:
|  | Ничего в тебе особенного нет. Вовсе ты не снежинка, прекрасная и уникальная. |

Слово snowflake стало широко употребляться в оскорбительном смысле после 2010 года. В 2017 году Паланик сказал, что молодёжь последнего десятилетия чем-то напоминает викторианцев.

## Близкие значения
В 1980-х годах в Японии «племенем снежинок» называли новое поколение мужчин, которых высокие доходы и неудовлетворённость браком приводили к дорогостоящим внебрачным связям; название произошло от романа Дзюнъити Ватанабэ «Снежинка» (1983), главный герой которого разрушает свою жизнь именно таким образом.
Ребекка Николсон сравнивает «снежинку» с наручниками без ключа: как только кого-то назвали снежинкой, его/её попытки опротестовать это определение лишь подтвердят изначальное обвинение в тонкокожести. Удобство навешивания этого ярлыка привело к росту популярности и расширению смысла выражения, которое теперь используется консерваторами для клеймения левых и наоборот.
Нейропсихологи используют термин «снежинка» для того, чтобы подчеркнуть уникальность каждого пациента, которая приводит к специфическим методам исследования («изучать симптомы, а не синдромы»).